# ویلدالپن
ویلدالپن (به آلمانی: Wildalpen) یک منطقهٔ مسکونی در اتریش است که در ناحیه لیتسن واقع شده‌است. ویلدالپن ۲۰۳٫۰۸ کیلومتر مربع مساحت دارد ۶۰۹ متر بالاتر از سطح دریا واقع شده‌است.